# Crkva sv. Mande na Škrapama
Crkva sv. Mande na Škrapama u Splitu, Hrvatska, zaštićeno je kulturno dobro. Nalazi se u Klovićevoj ulici u eponimnom predjelu Škrape.

## Povijest crkve
Crkva sv. Marije Magdalene, poznatija kao crkva sv. Mande nalazi se u splitskom predjelu Škrape, na nekadašnjem antičkom putu između Splita i Stobreča. Izgrađena je na mjestu antičke građevine i ranosrednjovjekovne crkve iz 10. st., o čemu svjedoče antički i predromanički ulomci uzidani u crkvu. U današnjem je obliku crkva sagrađena je u 17. stoljeću, 1678. godine, nakon što je 1657. bila spaljena u turskim pohodima. Građena je poput poljskih crkvica, od lomljenog kamena, jednobrodna bez apside, sa zvonikom na preslicu vrh pročelja. Crkva i njezin okoliš obnovljeni su 1993. godine.

## Zaštita
Crkva je obnovljena u drugoj polovini 20. stoljeća, danas je zavedena pod oznakom Z-3860 kao nepokretno kulturno dobro - pojedinačno, pravna statusa zaštićena kulturnog dobra, klasificiranog kao sakralna graditeljska baština.